# Меканіксбург (Огайо)
Меканіксбург (англ. Mechanicsburg) — селище (англ. village) в США, в окрузі Шампейн штату Огайо. Населення — 1681 особа (2020).

## Географія
Меканіксбург розташований за координатами 40°4′25″ пн. ш. 83°33′21″ зх. д. / 40.07361° пн. ш. 83.55583° зх. д. (40.073483, -83.555971).  За даними Бюро перепису населення США в 2010 році селище мало площу 2,63 км², з яких 2,61 км² — суходіл та 0,02 км² — водойми.

## Демографія
Згідно з переписом 2010 року, у селищі мешкали 1644 особи в 598 домогосподарствах у складі 403 родин. Густота населення становила 624 особи/км².  Було 671 помешкання (255/км²).
Расовий склад населення:
| - 95,4 % — білих - 1,6 % — чорних або афроамериканців - 0,5 % — корінних американців - 0,1 % — азіатів |

До двох чи більше рас належало 2,1 %. Частка іспаномовних становила 1,0 % від усіх жителів.
За віковим діапазоном населення розподілялося таким чином: 24,5 % — особи молодші 18 років, 62,3 % — особи у віці 18—64 років, 13,2 % — особи у віці 65 років та старші. Медіана віку мешканця становила 35,5 року. На 100 осіб жіночої статі у селищі припадало 109,4 чоловіків;  на 100 жінок у віці від 18 років та старших — 106,3 чоловіків також старших 18 років.
Середній дохід на одне домашнє господарство  становив 51 021 долар США (медіана — 46 068), а середній дохід на одну сім'ю — 57 758 доларів (медіана — 47 847). За межею бідності перебувало 17,1 % осіб, у тому числі 23,3 % дітей у віці до 18 років та 7,2 % осіб у віці 65 років та старших.
Цивільне працевлаштоване населення становило 748 осіб. Основні галузі зайнятості: виробництво — 24,2 %, освіта, охорона здоров'я та соціальна допомога — 18,6 %, науковці, спеціалісти, менеджери — 10,0 %, будівництво — 8,7 %.